# Skniłów (rejon pustomycki)
Skniłów (ukr. Скнилів) – wieś na Ukrainie, na terenie obwodu lwowskiego, w rejonie lwowskim(do 2020 roku w rejonie pustomyckim).

## Położenie
Na podstawie Słownika geograficznego Królestwa Polskiego i innych krajów słowiańskich Skniłów to: wieś w powiecie lwowskim, położona 7 km na południowy zachód od sądu powiatowego, urzędu pocztowego i telegrafu we Lwowie.